# 파랩

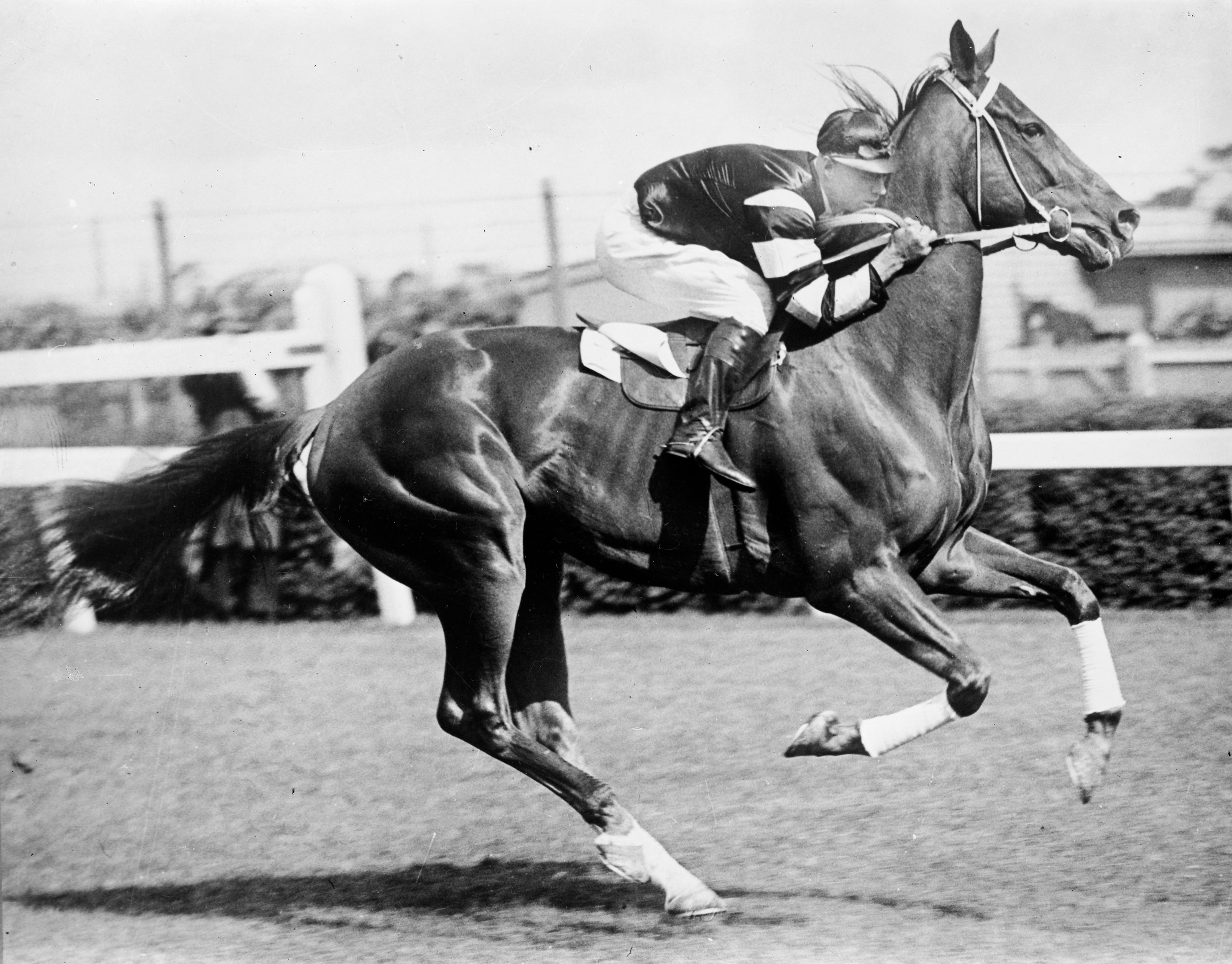
1930년 경마에서의 파랩

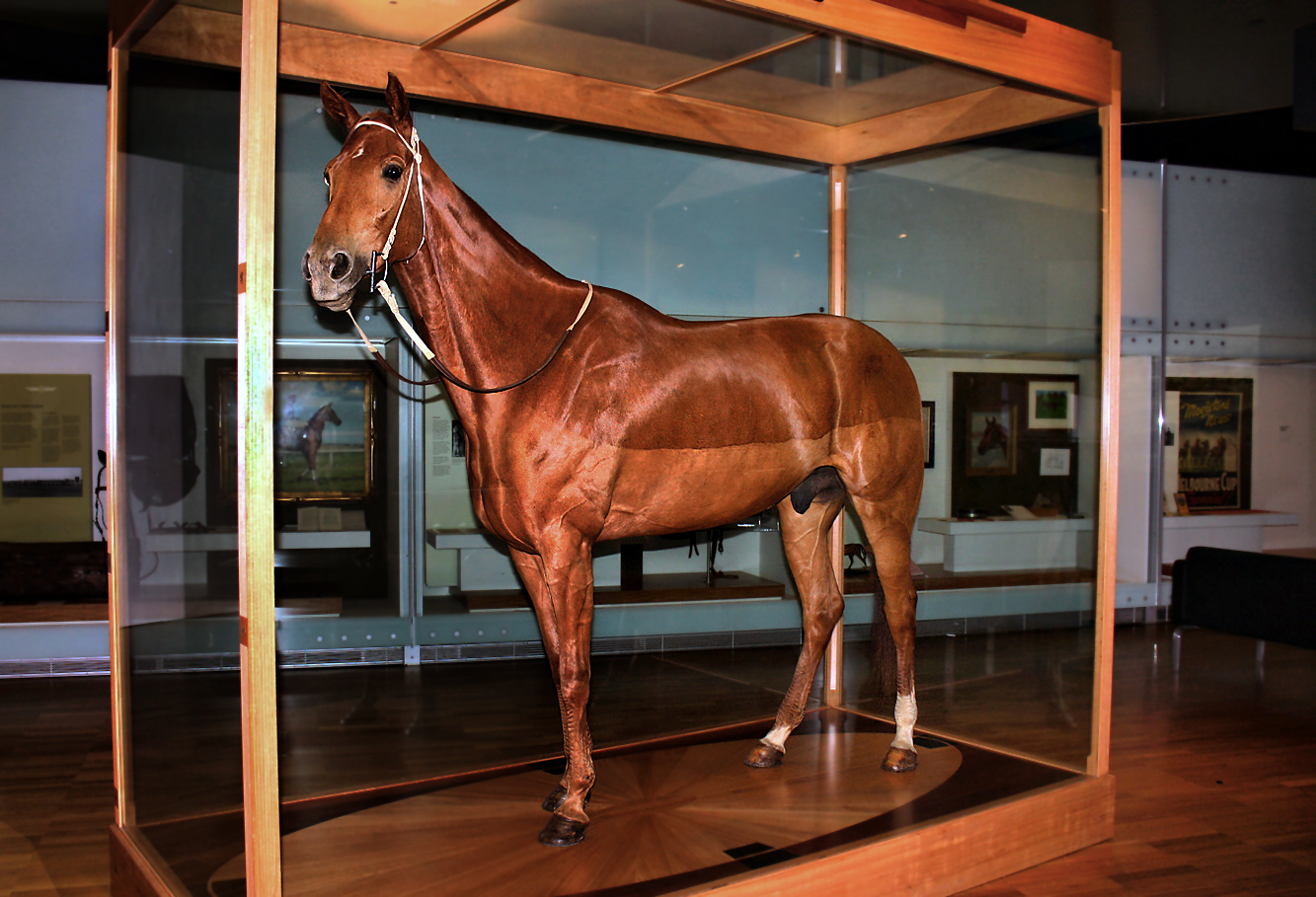
멜버른 박물관에 전시된 파랩의 박제

파랩(Phar Lap, 1926년 10월 4일 ~ 1932년 4월 5일)은 대공황 시대 초기에 대중의 이목을 끌었던 챔피언 서러브레드의 경주마이다. 뉴질랜드의 티머루에서 태어나 오스트레일리아에서 해리 텔퍼드(Harry Telford)에게 조련을 받았다. 파랩은 멜버른컵 1회, 콕스플레이트 2회, 오스트레일리아 더비 1회와 19회의 Weight for Age에서 우승했다. 그리고 멕시코에서 열린 아구아칼리엔테 핸디캡에서 우승했고, 이것이 마지막 경주가 되었다. 파랩은 갑작스럽게 원인을 알 수 없는 병에 걸렸고 1932년 사망했다. 사망 당시 파랩은 세계에서 세 번째로 판돈을 많이 벌어들인 경주마였다.
멜버른 박물관에 파랩의 박제가 전시되어 있으며, 골격은 뉴질랜드 테파파 통가레와 박물관에, 심장은 오스트레일리아 국립박물관 보관소에 있다.
또한 고향인 티머루와 멜버른의 플레밍턴 경마장 (Flemington Racecourse), 워시다이크 (Washdyke)의 파랩 경기장에 실물 크기의 동상이 전시되어 있다.